# ハイパーコンヴァージド・インフラストラクチャ
ハイパーコンヴァージド・インフラストラクチャ（HCI、英: Hyper-Converged Infrastructure）は、コンピュータシステムにおける計算機能、ネットワーク機能、ストレージ機能といった基盤機能を、仮想化機能と標準的なハードウェアだけを用いて実装し、水平スケールを容易にしたシステムアーキテクチャ、あるいはこのアーキテクチャを採用したアプライアンス製品群の名称。

## 概要

### 特徴
ハードウェアとして、ストレージやネットワーク機器が持つ機能をサーバー内に集約することにより、集約可能なストレージやネットワーク機器はサーバー内で完結することができる。低コスト化や管理性・拡張性の向上を見込める。 
三層アーキテクチャなどのシステム構成では、各基盤機能はスイッチやディスクアレイなどそれぞれを担当する専用ハードウェアにより実現される。そのため、システムを拡張する際には、拡張する機能に応じて導入するハードウェアの種類や設定方法が異なる上に、他のハードウェアとの組み合わせによって発生する制約なども考慮する必要があった。HCIは、x86 サーバなど標準的な複数のハードウェア同士をLANなどで接続することで構成され、それらの上でハイパーバイザ、ソフトウェアデファインド・ストレージ、管理アプリケーションを動作させることで、仮想的に基盤機能を実現するものである。 
HCIには、少なくとも仮想化コンピューティング（ハイパーバイザー）、仮想化SAN（ソフトウェア定義ストレージ）、仮想化ネットワーク（ソフトウェア定義ネットワーク）が含まれる。 HCIは、通常、商用オフザシェルフ（COTS）サーバーで実行される。この文脈でこの用語が最も早く使用されたのは2012年で、ITアナリストのArun TanejaがScale Computingのストレージアプライアンスをコンピューティング、ストレージ、ネットワーキングの「ハイパーコンバージェンス」の例として言及した 。
コンバージドインフラストラクチャ（CI）とハイパーコンバージドインフラストラクチャ（HCI）の主な違いは、HCIでは、ストレージエリアネットワークと基盤となるストレージ抽象化の両方が、物理的ではなく、ハードウェアではなくソフトウェア（ハイパーバイザー経由またはハイパーバイザー経由）で仮想的に実装されることである。ソフトウェア定義の要素はすべてハイパーバイザーのコンテキスト内で実装されるため、ハイパーコンバージドインフラストラクチャのすべてのインスタンス間ですべてのリソースの管理統合が可能である。
通常、HCIサーバはこれらの機能を担うソフトウェアがあらかじめ設定されたアプライアンス製品の形で販売されており、拡張の際は新たな HCI サーバを既存のものと接続するだけで、ほぼ自動的に設定などが行われ、水平スケールが容易に実現できることが特徴である。

### 期待されるメリット
ハイパーコンバージェンスは、接続およびパッケージ化された個別のハードウェア定義システムから、すべての機能要素が商用の既製（COTS）サーバーで実行される純粋にソフトウェア定義の環境へと進化   。HCIインフラストラクチャは、通常、直接接続ストレージ（DAS）を備えたサーバーシステムで構成されて  同様のシステムのデータセンタープールにプラグアンドプレイする機能が含まれており  すべての物理データセンターリソースは、ハードウェアとソフトウェアの両方のレイヤーの単一の管理プラットフォーム上にある 。ハイパーバイザーレベルでのすべての機能要素の統合とフェデレーション管理により、従来のデータセンターの非効率性が排除され、データセンターの総所有コスト （TCO）が削減される    。 

### 潜在的な影響
ハイパーコンバージド・インフラストラクチャの潜在的な影響は、企業がさまざまなコンピューティングおよびストレージシステムに依存する必要がなくなることであるが、ただし、すべての市場セグメントのストレージアレイを置き換えることができると証明するには 管理がさらに簡素化され、適用される場合はリソース使用率が増加する可能性がある  。 
ハイパースケール Webサービスは、 元の設計メーカーの x86システムとソフトウェアを備えたカスタム方法（明確にスケーラブルなモデル）を使用するが、1つではなく、さまざまな最適化されたサーバータイプ（一部は耐久性のある容量を持たない）とストレージアプローチで使用。たとえば、 Open Compute Projectのさまざまなアプローチを参照。ハイパーコンバージェンスは、このモデルといくつかの重要な点で一貫しているが、1つのタイプのシステムとストレージインフラストラクチャに焦点を当てることにより、ほとんどのベンダーが小規模展開向けに簡素化し、これにより、混合使用、低遅延、および層での成功が制限されると考えられている。